# Deklaration von Tokio
Die Deklaration von Tokio (engl. Declaration of Tokyo) umfasst drei Leitlinien des Weltärztebundes (engl. World Medical Association WMA) aus dem Jahr 1975 über das Verhalten von Ärzten gegenüber Gefangenen. Der vollständige Titel lautet in deutscher Übersetzung Richtlinien für Ärzte bei Folterungen, Grausamkeiten und anderen unmenschlichen oder die Menschenwürde verletzenden Handlungen oder Mißhandlungen in Verbindung mit Haft und Gefangenschaft.
Die Deklaration umfasst:
- die Deklaration von Tokio über das Verhalten bei Folterungen und Misshandlungen,
- die Deklaration über den Gebrauch und Missbrauch psychotroper Medikamente und Drogen und
- die Deklaration über klinische Forschung am Menschen (Neufassung der Deklaration von Helsinki von 1964).

Sie wurden im Oktober 1975 auf der 29. Generalversammlung des Weltärztebundes verabschiedet und im Mai 2005 und 2006 im französischen  Divonne-les-Bains redaktionell aktualisiert. Hiernach fand eine weitere Überarbeitung durch den Weltärztebund im Oktober 2016 in Taipeh statt.

## Inhalt
Nach der Präambel der Deklaration von Tokio darf ärztliches Wissen niemals gebraucht werden, wenn die Gesetze der Menschlichkeit dadurch verletzt würden. Deshalb soll kein Arzt an Folterungen und Misshandlungen teilnehmen und einen Gefangen nicht gegen dessen Willen künstlich ernähren. Psychotrope Medikamente und Drogen sollen nur mit größter Zurückhaltung verschrieben werden. Ärzte sollen Risiken und Nutzen der klinischen Forschung am Menschen nach bestimmten Regeln gegeneinander abwägen.